# Хайнрих фон Ванцлебен
Хайнрих фон Ванцлебен (на немски: Heinrich von Wanzleben; * пр. 1240; † сл. 1288) е благородник от род Ванцлебен от Саксония-Анхалт, рицар, доминус, министериал на архиепископа на Магдебург.
Той е син на Лудвиг фон Ванцлебен († сл. 1240), министериал на Херцогство Брауншвайг (1240 г.). Внук е на Бодо фон Ванцлебен († сл. 1227) и потомък на рицар Бодо фон Ванцлебен († сл. 1167). Сестра му Мехтхилд фон Ванцлебен († сл. 1307) е омъжена 1241 г. за Гебхард II фон Алвенслебен († сл. 1285), рицар, маркт-бранденбургски фогт на Арнебург.

## Деца
Хайнрих фон Ванцлебен има децата: 
- Мехтхилд фон Ванцлебен (* ок. 1270; † сл. 1316), омъжена за Бертрам VI фон Велтхайм († пр. 1354)
- Гунцелин ’Млади’ фон Ванцлебен († 1317); има син
- Гумпрехт фон Ванцлебен (* ок. 1270; † 1333 – 1338), женен за Хедвиг фон Найндорф; имат син
- Лудвиг фон Ванцлебен (* ок. 1260; † 1319 – 1323); има син